# Placentalia
Thú có nhau thai (tên khoa học Placentalia) là một nhóm động vật có vú với đặc trưng là có nhau thai. Phần lớn động vật có vú còn tồn tại thuộc nhóm này, hai nhóm động vật có vú còn sinh tồn khác là thú Đơn huyệt và thú có túi.